# قصر الثقافة (ياش)

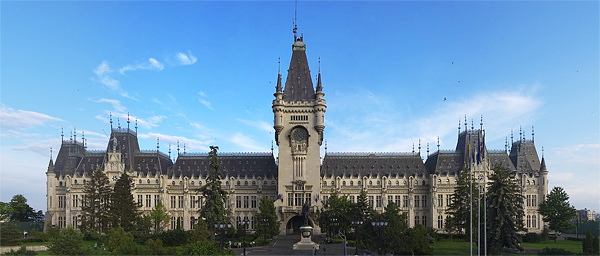
قصر الثقافة في ياش

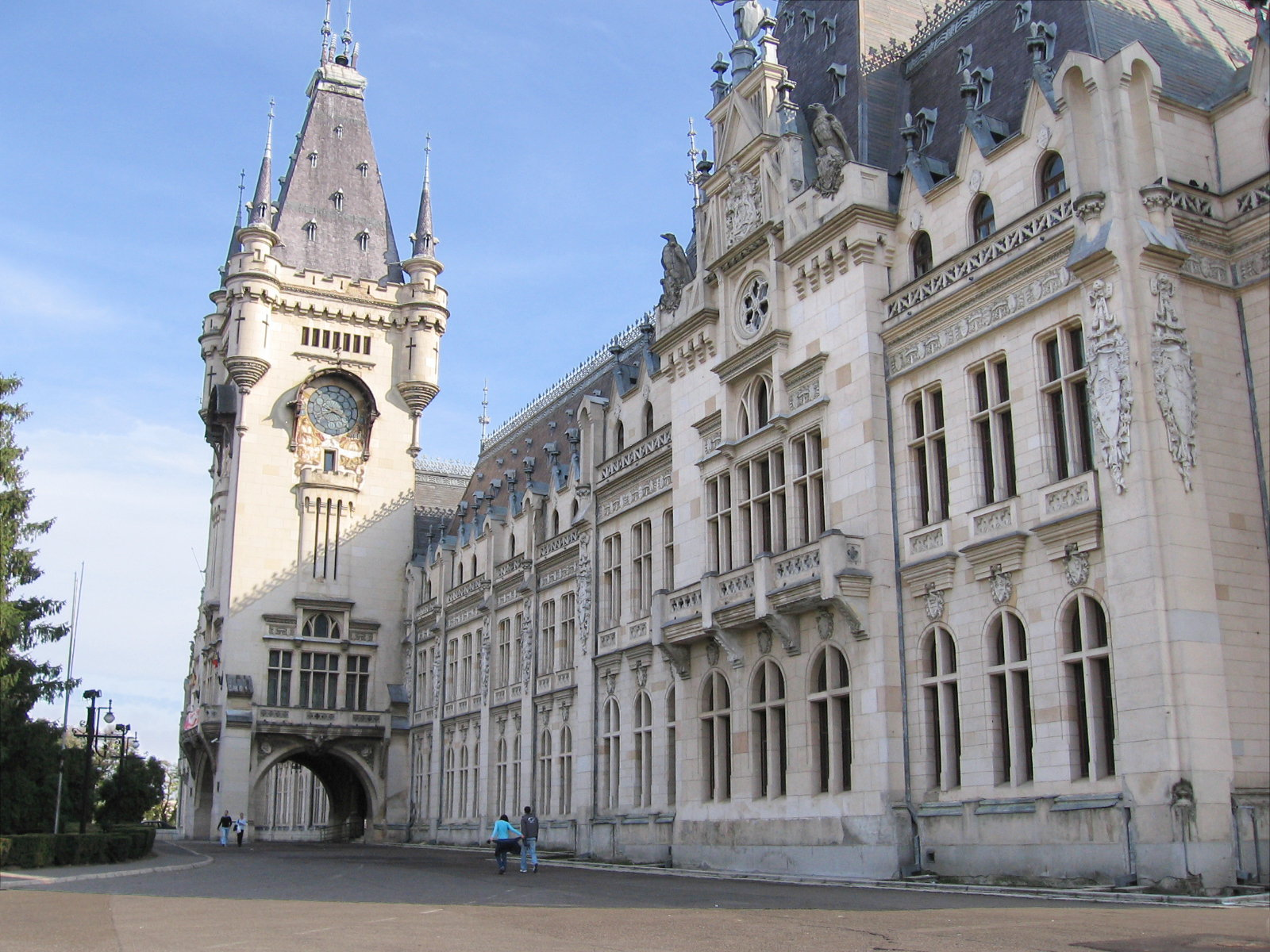
منظر أقرب للقصر

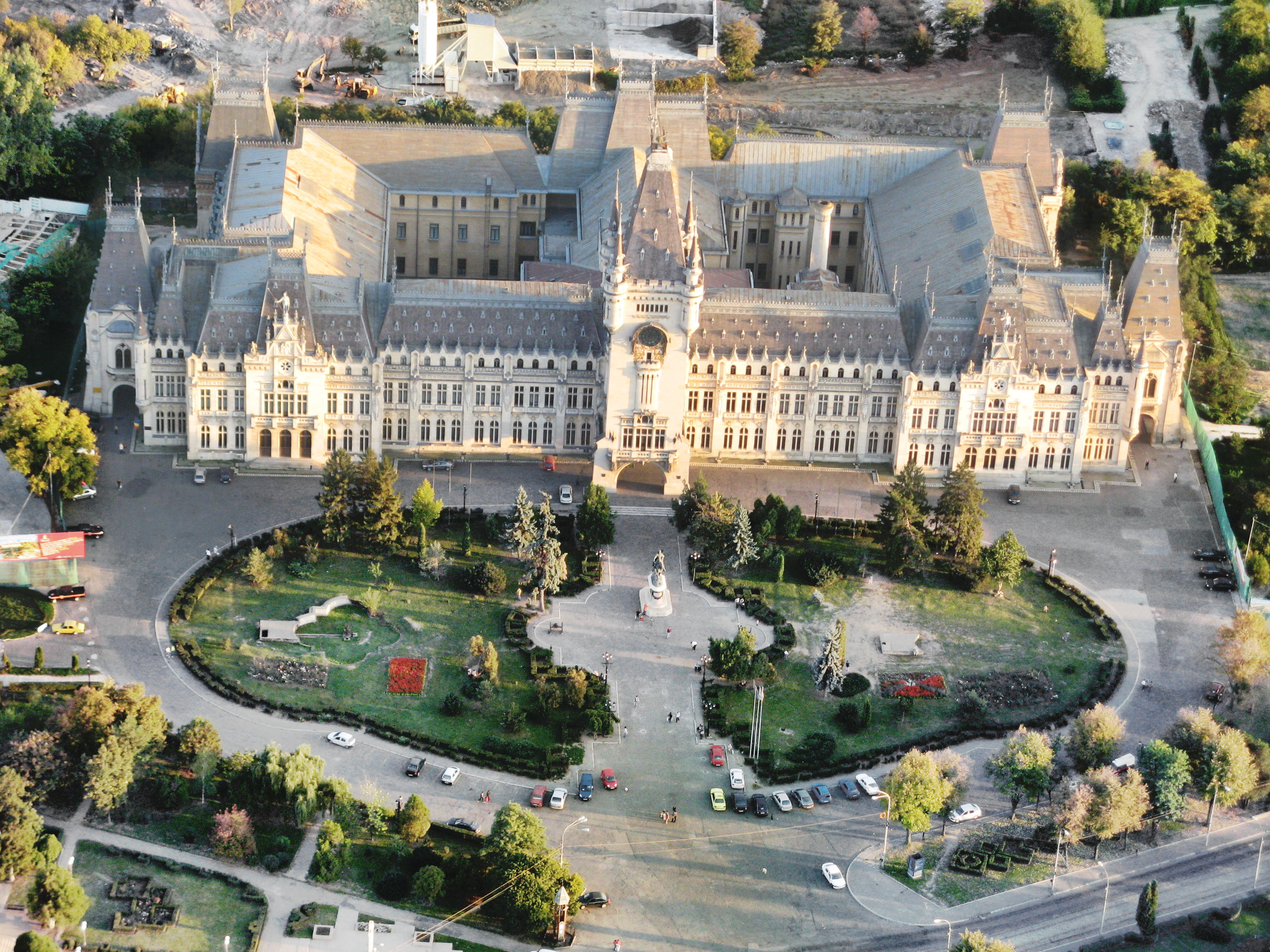
منظر جوي للقصر

قصر الثقافة في ياش شمالي رومانيا (بالرومانية:Palatul Culturii), استخدم كقصر عدلي للمدينة حتى عام 1955, ثم حول إلى مجمع متاحف ويحوي مكتبة جيورجي اساشي الوطنية ويضم عدة صالات للمعارض وللمؤتمرات.

## تاريخيا

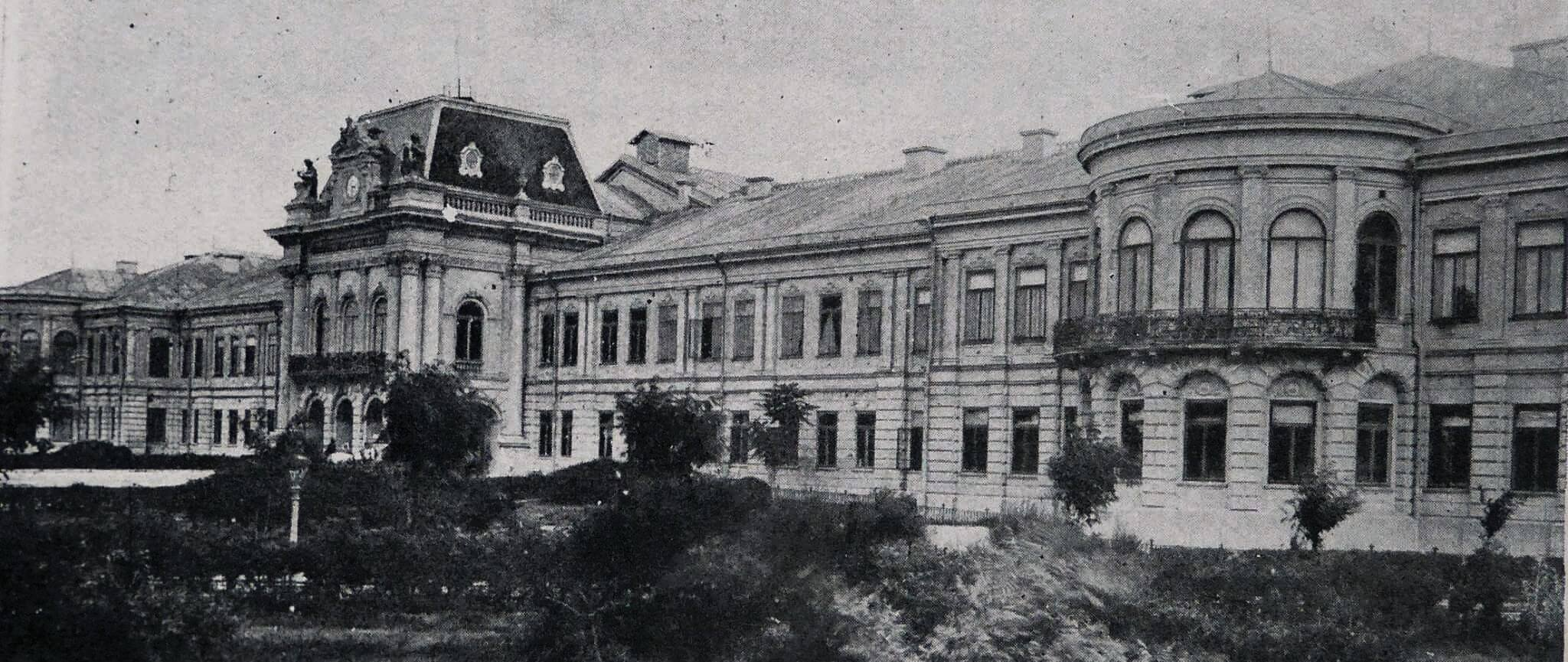
القصر الإداري ياش، رومانيا

بدأ بناء القصر عام 1906 على انقاض القصر الملكي المولدافي الذي كان مبنيا على الطراز الكلاسيكي الجديد عام 1434 والذي كان يحوي 365 غرفة على عدد أيام السنة ثم تم هدمه عام 1904.
القصر الجديد تم تصميمه من قبل المعماري الروماني بيرنيدي على الطراز القوطي الجديد, خلال الحرب العالمية الأولى اوقف العمل بالبناء لنقص الموارد, وبعد نهاية الحرب تم اكمال البناء تحت أمر فرديناند الأول ملك رومانيا وذلك في 11 اوكتوبر عام 1925.
مساحة القصر تمتد 36.000 متر مربع وغرف واسعة بعدد 298 غرفة, 92 نافذة على الواجهة وأخرى 36 داخل المبنى.

## المتاحف
يعتبر القصر كمجمع للعديد من المتاحف  حيث يضم المتاحف التالية:
- متحف الفنون الجميلة : يضم أكثر من 8000 لوحة منها 1000 من التراث الوطني لفنانين رومان وأجانب.
- متحف التاريخ المولدافي : يحوي أكثر من 35000 قطعة أثرية للعديد من المواضيع من تحف, موزاييك, كتب, قطع أثرية وغيرها.
- متحف التراث الشعبي
- متحف العلوم والتكنولوجيا

## وصلات خارجية
- الموقع الرسمي